# Branko Zebec
Branko Zebec (Zagreb, 17 de maio de 1929 - 26 de setembro de 1988) foi um futebolista croata que atuava como lateral-direito e depois foi treinador. Em seu auge, ele fascinou o mundo com suas atuações nas Copas do Mundo em 1954 e 1958
Ele era um jogador altamente versátil conhecido por suas habilidades físicas e compreensão do jogo, Zebec era de classe mundial, seja na ala esquerda ou no papel de zagueiro, embora ele fosse capaz de jogar quase todas as posições de campo. Ele era particularmente conhecido por seu ritmo, tendo conseguido rodar 100 metros em 11 segundos com chuteiras.

## Carreira como Jogador
Em sua juventude, Zebec jogou por várias equipes em sua cidade natal: Građanski (Dinamo), Poštar, Lokomotiva, Milicioner e Metalac. Em 1951, ele recebeu um telefonema do Partizan, uma das equipes da capital que dominava o futebol jugoslavo. Sua qualidade e velocidade logo garantiram a ele um lugar na ala esquerda da equipe.
Em 1952 ele ganhou seu primeiro título, a Copa da Iugoslava. No mesmo ano, as Olimpíadas de Verão em Helsinque proporcionaram um grande palco internacional para ele. A Iugoslávia teve que se contentar com a medalha de prata, porque este torneio também foi o berço da milagrosa equipe húngara dos anos 50. Com sete gols, Zebec garantiu para si a honra de artilheiro do evento.
Pelo clube, sua carreira de sucesso continuou. Em 1954, o Partizan terminou em segundo no campeonato e novamente conquistou a Copa. Zebec garantiu a sua vaga na Copa do Mundo de 1954 na Suíça e lá a Iugoslávia venceu a fase de grupos com uma vitória contra a França e um empate contra o Brasil graças a um gol de Zebec. Nas quartas-de-final, os eventuais campeões da Alemanha interromperam a campanha da equipe dos Bálcãs.
Em seu time, Zebec evoluiu e se tornou um líder no meio-campo, uma posição para a qual ele era mais adequado devido à sua inteligência. Em 1955, ele jogou na estreia do Partizan na Liga dos Campeões (Partizan jogou como uma equipe convidada e não como um campeão nacional - uma peculiaridade histórica da primeira edição deste torneio). Na primeira elimatória, o Partizan venceu o Sporting CP por 5–2 e 8–5. Na segunda eliminatória, eles perderam para o Real Madrid de Alfredo Di Stéfano e Cia. 
No cenário nacional, o Partizan permaneceu na sombra do Hajduk Split e do Estrela Vermelha. Assim, em 1956, o Partizan teve que se contentar em ser vice-campeão no campeonato, como fez em 1958.
Quando a Copa do Mundo da FIFA de 1958 na Suécia aconteceu, Zebec tornou-se o capitão do time. Na fase de grupos, empates contra a Escócia e o Paraguai e uma vitória contra a França foi o suficiente para entrar nas quartas de final, mas, como quatro anos antes, a Alemanha pôs fim às ambições jugoslavas.
Na Iugoslávia, ele alcançou outro segundo lugar no campeonato antes de fazer uma controversa troca indo para o Estrela Vermelha em 1960 e finalmente ganhou o campeonato nacional. Esta seria seu último título como jogador.
Em 1963, ele tinha idade suficiente para deixar o país, de acordo com as circunstâncias políticas daqueles dias. Para Zebec, era tarde demais para os grandes clubes, então ele foi para o alemão Alemannia Aachen da segunda divisão.

## Carreira como Treinador

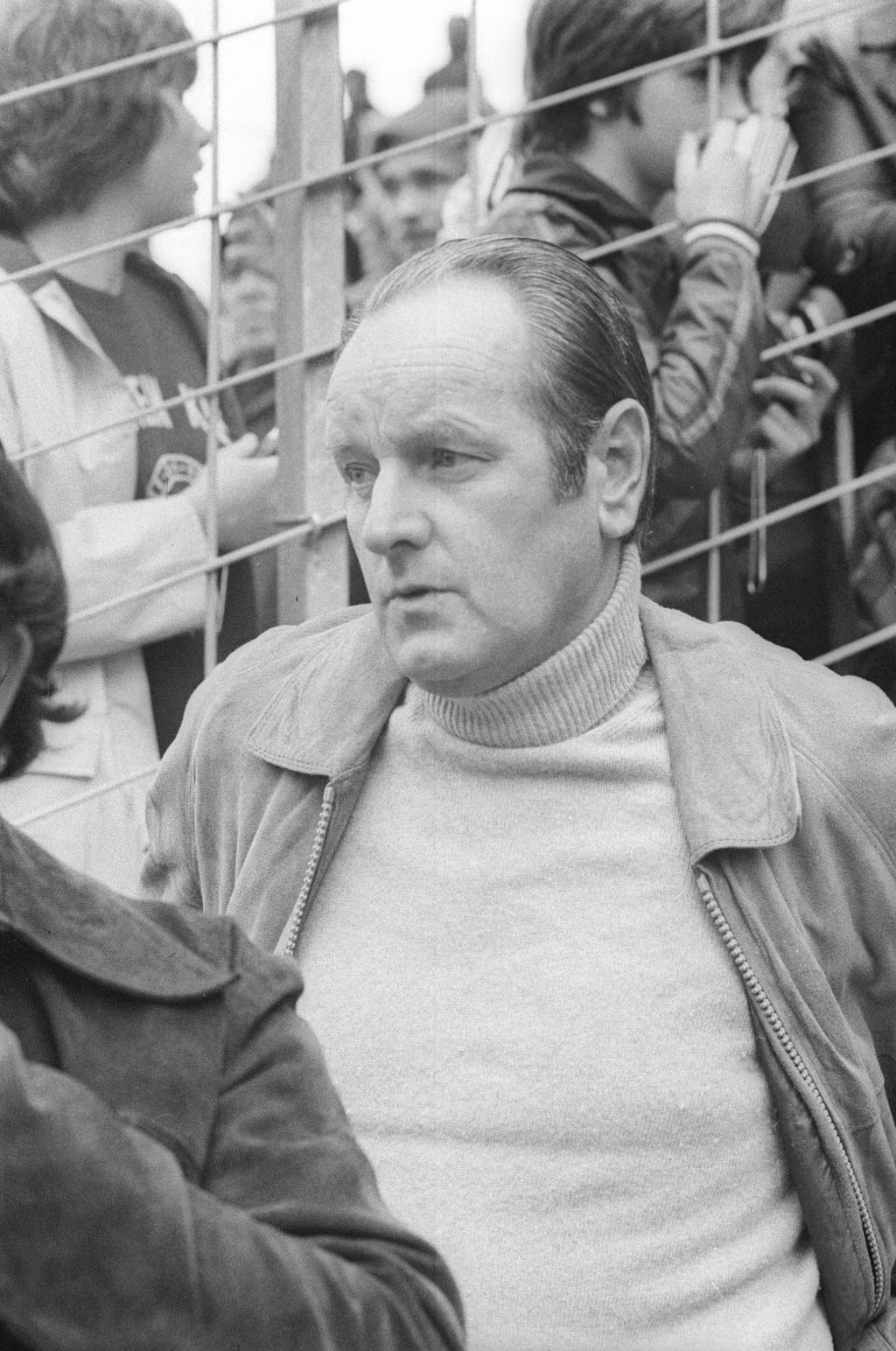
Branko Zebec (1979)

### Dinamo Zagreb
Branko Zebec conseguiu seu primeiro cargo de treinador em 1965, quando se tornou treinador conjunto do time da primeira divisão jugoslava, Dinamo Zagreb. Ele manteve o cargo junto com Ivica Horvat, que mais tarde também teria sucesso na Alemanha. A equipe se classificou para a Taça das Cidades com Feiras, precursora da Copa da UEFA. 
Na final, o clube enfrentou o Leeds United com Peter Lorimer e Billy Bremner na equipe. A partida em casa foi ganha por 2-0, portanto, um empate nulo na Inglaterra foi suficiente. Zebec e sua equipe conquistaram o primeiro troféu internacional de um time do Leste Europeu.

### Bayern de Munique
Esta foi uma oportunidade para Zebec chamar a atenção para além das fronteiras da Iugoslávia e em 1968 ele foi contratado pelo Bayern de Munique. A equipe se fez em torno dos jovens Franz Beckenbauer e Gerd Müller que já havia vencido duas copas nacionais e a Taça dos Clubes Vencedores de Taças. Ele manteve o estilo ofensivo da equipe e reforçou a defesa. 
Em sua primeira temporada, Zebec venceu o campeonato alemão, o primeiro do clube em 37 anos. Para começar, a equipe também ganhou a taça e, assim, também alcançou o primeiro double na história da Bundesliga. A próxima temporada começou com problemas pois o Bayern foi eliminado na primeira eliminatória da Liga dos Campeões pelo Saint-Etienne. 
Já no início da temporada, Zebec anunciou que não prolongaria seu contrato no final do ano, como o Bayern passou por um período de três partidas e apenas um ponto no meio da temporada, seu contrato foi encerrado prematuramente. Em um livro posterior, Beckenbauer relatou "distúrbios atmosféricos" entre o treinador e a equipe.

### Stuttgart
Depois disso, Zebec passou quase dois anos no Stuttgart. Ele liderou a equipe para as posições 12 e 8, respectivamente. Isso foi decepcionante e os últimos dois meses de seu contrato foram interrompidos.

### Hajduk Split
Zebec voltou para Iugoslávia, mas desta vez treinou o Hajduk Split. A equipe impressionou particularmente na Taça dos Clubes Vencedores de Taças, onde chegou às semifinais, derrotando Fredrikstad F.K, Wrexham e Hibernian F.C. No entanto, nas semifinais, eles perderam para o Leeds United.
A equipe terminou o campeonato nacional eme 9, mas foi campeão da Copa da Jugoslávia contra o Estrela Vermelha e isso assegurou uma temporada memorável.

### Eintracht Braunschweig
O Eintracht Braunschweig contratou Zebec em busca de melhores momentos. Zebec contratou dois colegas iugoslavos, o lateral direito Danilo Popivoda e o meio-campista Aleksandar Ristić, juntamente com o goleiro Bernd Franke e outros jogadores notáveis. Este time jogou um futebol de qualidade e, muitas vezes, esteve no topo da tabela. 
No espaço de três anos, o Eintracht subiu do 9º lugar para o 3º lugar, perdendo apenas um ponto no campeonato. Em seu quarto e último ano com o clube, o campeão da Copa do Mundo de 1974, Paul Breitner, se juntou à equipe. Mesmo reforçada, a equipe não conseguiu manter a tendência e terminou em 13º lugar. A essa altura, os esforços de Zebec haviam sido bem sucedidos o suficiente para atrair interesse em outros lugares.

### Hamburgo
Em sua primeira temporada no Hamburgo, ele formou um bom time em torno do ala Manfred Kaltz e do atacante Horst Hrubesch. O mais importante foi que ele facilitou a integração de Kevin Keegan. No final do primeiro ano de Zebec no comando, o Hamburgo foi campeão e Keegan, o artilheiro.
Um ano depois, a equipe avançou até a final da Liga dos Campeões e enfrentou o Nottingham Forest mas perdeu por 0-1. Zebec e seus métodos de treinamento foram amplamente culpados pois os jogadores reclamaram do treinamento duro naquela fase final da temporada, e os críticos disseram que foi a razão pela qual o Hamburgo, em quatro dias da final, também perdeu uma partida decisiva que os levou ao vice-campeonato na liga.
No início de sua terceira temporada no Hamburgo, outro problema veio à tona. Branko Zebec teve um sério problema com a bebida e foi flagrado bebendo no banco de reserva. Uma consequência mais engraçada foi quando ele entrou no vestiário e disse aos seus jogadores: "Perderam por 0-2! Não importa, temos que vencer a próxima partida!" Foi apenas no intervalo. 
Em Dezembro, o problema e as suas consequências, que eram agora frequentemente reconhecíveis, precisavam de uma resolução e, assim, em dezembro, o contrato foi encerrado. 

### Borussia Dortmund
Na temporada 1981/82, Zebec assinou um contrato com o Borussia Dortmund. Ele os levou a ficar em 6º lugar, seu melhor resultado em 12 anos, levando-os até a Copa da UEFA. Mas seus problemas pessoais ainda aumentavam e ampliavam as habilidades do clube para lidar com ele. No final da temporada, o Borussia viu a necessidade de demiti-lo.

### Eintracht Frankfurt
No início da temporada 82/83, Branko Zebec não tinha emprego. No entanto, isso o tornou disponível quando o Eintracht Frankfurt, o clube na Alemanha com a maior taxa de atrito para treinadores, estava precisando de um. O Eintracht terminou o campeonato em 10º lugar, mas ele mesmo se demitiu em 17 de outubro da temporada seguinte.

## Morte
Em 1988, ele morreu de doença relacionada ao álcool, com apenas 59 anos.

## Títulos

### Jogadores
Partizan
- Copa da Iuguslávia: 1952, 1954, 1957

Estrela Vermelha
- Campeonato Iuguslavo: 1959-60

### Treinador
Bayern de Munique
- Bundesliga: 1968-69
- DFB-Pokal: 1969

Eintracht Braunschweig
- Regionalliga: 1973-74

Hamburgo
- Bundesliga: 1978-79
- European Cup Final: 1980